# شرکت اسپین-آف
شرکت اسپین-آف (به انگلیسی: spin-off) یا شرکت درون‌گذارده که از آن با نام‌هایی چون اسپین-اوت (به انگلیسی: spin-out) یا استاربرست (به انگلیسی: starburst) نیز یاد می‌شود به عملی گفته می‌شود که در آن یک شرکت، بخش‌های خود را به تجارت‌های جداگانه تقسیم می‌کند.

## تعریف
تعریف رایج شرکت اسپین-آف بدین صورت است که بخش‌های یک شرکت یا سازمان، به تجارت‌های مستقل تبدیل شود. یک شرکت اسپین-آف شده، دارایی، مالکیت فکری، فناوری یا محصولات تولیدشده را از سازمان مادر دریافت می‌کند. سهام‌داران شرکت مادر نیز برابر سهم از دست داده‌شان، سهم تازه از شرکت اسپین-آف شده دریافت می‌کنند. پس از این، سهام‌داران می‌توانند به طور مستقل سهام شرکت تازه و مادر را خرید و فروش کنند و این موضوع سبب جذاب‌تر شدن سرمایه‌گذاری در شرکت‌ها می‌شود بدین‌صورت که خریدار می‌تواند فقط بر روی بخشی از یک شرکت که از نظر او توانایی رشد بالاتری را دارد سرمایه‌گذاری کند.
در بسیاری مواقع، مدیریت شرکت تازه، از مدیران شرکت مادر انتخاب می‌شود. در بیشتر موارد، شرکت تازه، فرصت‌هایی مانند پشتیبانی شرکت مادر پیدا می‌کند. البته این به معنی تأثیرپذیری شرکت تازه، از نام و نشان و تاریخچه شرکت مادر نیست. همچنین ایجاد چنین شرکت تازه‌ای می‌تواند سبب شود برخی ایده‌ها و نظریات که در محیط پیشین، فراموش شده‌اند در محیط تازه، جان دوباره بگیرند و رشد کنند.
شرکت مادر در برخی زمینه‌ها پشتیبانی‌هایی از شرکت تازه به‌عمل می‌آورد. همانند:
- سرمایه‌گذاری منصفانه در شرکت تازه
- شرکت مادر، نخستین مشتری شرکت اسپین-آف می‌شود. (برای ایجاد گردش مالی)
- ایجاد و توسعه فضای کار (مانند میز و صندلی و تلفن و غیره)
- فراهم کردن خدماتی مانند خدمات حقوقی، مالی، فناوری، و غیره

در همه این موارد، پشتیبانی‌ها برای کمک مستقیم به شرکت اسپین-آف است.

## دلایل ایجاد شرکت اسپین-آف:
تصمیم برای ایجاد اسپین-آف باید براساس یک ارزیابی دقیق باشد. در نظر گرفتن این گزینه زمانی مناسب است که:
- بخش موردنظر با استراتژی اصلی شرکت مادر همسو نیست.
- علاقه قابل توجهی از سوی سرمایه‌گذاران خاص در این بخش وجود دارد.
- این بخش پتانسیل رشد و ایجاد ارزش را به عنوان یک موجودیت مستقل دارد.
- شرکت مادر به دنبال تمرکز بر تجارت اصلی خود و بهبود کارایی است.[۳]

اسپین-آف ممکن است به دلایل مختلفی ایجاد شود. اما باور کلی این است که یک نهاد (شرکت) مستقل سودآورتر خواهد بود تا اینکه به عنوان بخشی از یک شرکت مادر عمل کند و ممکن است شرکت مادر برای دستیابی به ارزش بیشتر نیز موقعیت بهتری داشته باشد. 
- شرکت ممکن است یک اسپین-آف ایجاد کند تا بتواند منابع خود را متمرکز کند و حوزه‌هایی از کسب‌و‌کار را که دارای پتانسیل بلندمدت بیشتری هستند، بهتر مدیریت کند. 
- کسب‌وکارهایی که مایل به ساده‌سازی فعالیت‌های خود هستند، اغلب کسب‌وکارهای فرعی کم‌مولد یا نامرتبط را منشعب می‌کنند. به عنوان مثال، یک شرکت ممکن است یکی از واحدهای تجاری بالغ خود را که رشد کمی یا بدون رشد را تجربه می کند، جدا کند تا بتواند روی محصول یا خدماتی با چشم انداز رشد بالاتر تمرکز کند.
- از طرف دیگر، اگر بخشی از کسب و کار در جهتی متفاوت باشد و دارای اولویت‌های استراتژیک متفاوت با شرکت مادر باشد، ممکن است برای ارائه‌ی ارزش به عنوان یک عملیات مستقل، اسپین-آف شود. 
- شرکتی که می‌خواهد یک واحد تجاری را بفروشد اما نمی‌تواند خریداران را به آن جذب کند، ممکن است به جای فروش آن، اسپین-آف ایجاد کند. انجام این کار ممکن است ارزش بیشتری برای سهامداران ایجاد کند.

## مزایا و معایب شرکت‌ اسپین-آف

### مزایای یک کسب‌وکار اسپین-آف:
- تمرکز استراتژیک: یکی از مزیت‌های اصلی اسپین-آف این است که به شرکت مادر اجازه می‌دهد تا بر تجارت اصلی خود تمرکز کند. با جداسازی بخش‌های غیر‌اصلی، تمرکز استراتژیک و کارایی عملیاتی می‌تواند بهبود یابد.
- دسترسی به سرمایه: موجودیت جداگانه ایجاد‌شده از طریق یک اسپین-آف می‌تواند سرمایه‌گذاران خاص علاقه‌مند به آن حوزه‌ی خاص را جذب کند. این مسئله می‌تواند منجر به تزریق سرمایه شود که در نتیجه باعث رشد آن می‌شود.
- آزادی مدیریت: تیم‌های مدیریت واحد مستقل، آزادی و انعطاف بیشتری برای تصمیم گیری و انطباق سریع با شرایط بازار دارند.
- افزایش ارزش: گاهی اوقات ممکن است یک بخش در یک شرکت، کمتر ارزش‌گذاری شود یا به اندازه کافی به رسمیت شناخته نشود. یک اسپین-آف می‌تواند با دادن هویت و فرصت رشد مستقل به افزایش ارزش پنهان آن کمک کند.

### معایب و مسائل مورد توجه در یک کسب‌وکار اسپین-آف:
- هزینه‌ها و پیچیدگی: فرآیند ایجاد اسپین-آف می‌تواند پرهزینه و پیچیده باشد که شامل ایجاد یک نهاد جداگانه، انتقال دارایی‌ها و بدهی‌ها و توجه به مسائل حقوقی و مالیاتی است.
- خطر تکرار: در برخی موارد، ایجاد یک واحد مجزا می‌تواند منجر به تکرار منابع و هزینه‌های عملیاتی شود که می‌تواند بر سودآوری تأثیر منفی بگذارد.
- تأثیر بر فرهنگ سازمانی: تفکیک یک بخش می‌تواند بر فرهنگ سازمانی شرکت مادر و بر روحیه کارکنان تأثیر بگذارد. مهم است که این انتقال را با دقت مدیریت شود.[۳]

## نمونه‌ها
- گایدنت (به انگلیسی: Guidant) اسپین-آف شرکت الی لیلی اند کامپنی بود.
- ایجیلنت تکنولوژی (به انگلیسی: Agilent Technologies) اسپین-آف اچ‌پی است که در سال ۱۹۹۹ شکل گرفت.
- سنووس انرژی اسپین-آف شرکت انکانا (به انگلیسی: Encana Corporation) است که در سال ۲۰۰۹ تشکیل شد.
- ای‌اوال اسپین-آف تایم وارنر است. (ای‌اوال در گذشته با تایم وارنر ادغام شد و سپس اسپین-آف شد)
- دریم‌ورکس انیمیشن اسپین-آف دریم‌ورکس است که در سال ۲۰۰۴ شکل گرفت.
- نواج نتورکس (به انگلیسی: Nuage Networks) اسپین-آف آلکاتل-لوسنت است که در سال ۲۰۱۲ شکل گرفت.